# District de Tagata
Le district de Tagata (田方郡, Tagata-gun) est un district de la préfecture de Shizuoka, au Japon.

## Géographie

### Démographie
Lors du recensement national de 2000, la population du district de Tagata était de 131 255 habitants, répartis sur une superficie de 559 km2.

### Divisions administratives
Le district de Tagata est constitué du bourg de Kannami.